# トゥール・ポワティエ間の戦い
トゥール・ポワティエ間の戦い（トゥールポワティエかんのたたかい、フランス語: Bataille de Poitiers、アラビア語: معركة بلاط الشهداء）は、732年にフランス西部のトゥールとポワティエの間で、フランク王国とウマイヤ朝の間で起こった戦い。ツール・ポアティエの戦いと呼称することがある。
その後も735 - 739年にかけてウマイヤ軍は侵攻したがカール・マルテル率いるフランク王国連合軍により撃退された。

## 名称
英語では「Battle of Tours（トゥアー（トゥールの意）の戦い）」、アラビア語では「معركة بلاط الشهداء（マウラカト・バーラト・アル=シュハーダ（殉教者の道）の戦い）」と呼ばれる。イスラム教徒側の呼称の由来は14世紀モロッコのマラケシュの歴史学者イブン・イダーリーの歴史書「アル＝バヤーン・アル＝マグリブ（البيان المغرب في اختصار أخبار ملوك الأندلس والمغرب、略称バヤーン（بيان ））」に由来する。同書のアンダルスの歴史の中で、イブン・ハイヤーンの資料から「アンダルシアの支配者であるアブド・アッ＝ラフマーン・イブン・アブドゥッラーフ・アル＝ガーフィキー（以下、ガーフィキー）はローマ人の土地に侵入し、ヒジュラ暦115年に「殉教者の道（بلاط الشهداء）」として知られる場所で、彼の軍隊と殉教した。」という記述があることによる。イブン・ハイヤーンは戦いの地で、アザーンが長い間聞かれるようになったと語っている。

## 背景
イスラム世界初の帝国であるウマイヤ朝は第10代カリフのヒシャーム・イブン・アブドゥルマリクの時代で比較的安定していた。第6代カリフのワリード1世の時代に進行したイスラム軍はアンダルス（現スペイン）を支配下に置いた。この征服に対し、現地のキリスト教領主たちは対抗し小競り合いが絶えなかった。シャリーア（イスラム法）のジズヤを貢納することで信仰の自由は認められていたものの、アラブ人とそれに追従したベルベル人、そして現地のキリスト教徒たちは相容れない生活を送っていた。またアラブ人が直轄する街ではイスラム色が濃く、問題も発生していた。
アル＝アンダルスのワーリーであったアッ＝サム・イブン・マリク・アル＝ハウラーニーがトゥールーズの戦いでヨーロッパへの領土拡張を行っている。トゥールーズの戦いでは、アキテーヌ公のウードの活躍により勝利した。
この戦いでハウラーニーは重傷を負い、まもなく亡くなった。しかしイスラム勢力の脅威が消えた訳ではなく、緩衝地帯に位置するアキテーヌには常に不安があった。
この後、ウード大公が自分の娘（おそらく名前はランペジア）をアル＝アンダルスの副知事であるムヌザ（サルデーニャのムヌザ：カタルーニャの領主、ベルベル人）に嫁として送った。ウード公と和睦することで、アキテーヌを緩衝地帯とする目的があったと思われる。しかし、新たにアル＝アンダルス総督に任命されたガーフィキーから反乱を企てているとムヌザは疑われることになる。対するメロヴィング朝フランク王国の宮宰であるカールも、イスラム国家と通じることを良しとせず、アキテーヌへと侵攻した。
730年（ヒジュラ暦112年）にワーリーに任命されたガーフィキーは 、サルデーニャで独立政権を打ちたてようとしたムヌザを攻撃した。彼は殺され、妻（ランペジア）はヒシャーム・イブン・アブドゥルマリクのハレムへと送られた。ウード公は援軍を送りたかったが、不信を買った宮宰カールと交戦中でできなかった。
ウード公も宮宰カールに敗れ、アキテーヌは没収された。その後ピレネー山脈を越えてウード公の領地であるアキテーヌへと侵攻するガーフィキー率いるイスラム勢力を、領土を失ったウード公と家臣たちは、ガロンヌ川の戦い（ボルドーの戦い）で対決する。ウード公の軍を破って、アキテーヌ北部まで侵攻し略奪を行った。
だが、ウード公は逃げ延び体制を建て直すため、宮宰カールへと救援要請を行った。イスラム勢力の侵攻を知った宮宰カールはウード公を自軍の右翼に組み込み、他の領主たちを集めてフランク連合軍を組織。トゥールとポワティエ間にある平野でアル＝アンダルス総督であるガーフィキー軍と衝突することになった。

## 戦闘
宮宰カール率いるフランク王国連合軍は、騎兵の多いガーフィキーの軍隊に対し場所を選んだ。イスラム側の多くは騎兵であり機動力を発揮できないよう、丘や樹木などの地形とファランクスを上手く活用し防衛体制と整えた。歩兵と騎兵の戦闘ながら決着はつかず、7日間の小競り合いが続いた。イスラム側はフランク王国連合軍の主体が歩兵であることから、戦闘を楽観視していた。
トゥールとポワティエの間のクラン川とヴィエンヌ川の合流点で2つの軍が合流したと想定しており、両軍の兵士の数は不明。ラテン語資料である『754年のモサラベ年代記』においては、詳細な人数においては言及されていない。両陣営の動員数は当時の兵站を鑑みるにフランク王国連合軍が15,000 - 20,000人。ガーフィキー率いるアル＝アンダルス遠征軍が20,000 - 25,000人とされている。
歴史家のポール・K・デイヴィスは1999年にイスラム教徒の軍隊を約80,000人、フランク王国連合軍を約30,000人と推定した。一方でエドワード・J・シェーンフェルト（Edward J. Schoenfeld）はウマイヤ朝の数が60,000-400,000とフランク王国連合軍が75,000の範囲であったという古い見積もりを拒否した。戦地の広さと、当時の補給事情を鑑みるに50,000人を超える兵数は運用できないと指摘した。テリー・L・ゴア（Terry L. Gore）はフランク王国連合軍15,000 - 20,000人、イスラム教徒の軍隊を20,000 - 25,000人と見積もった。
最終日において、フランク軍がイスラム軍の略奪品の荷車などを襲撃した。人種・民族・宗教入り乱れるガーフィキーの軍では戦利品の防衛と攻撃とで指揮系統が乱れた(当時の略奪品は、そのまま兵士たちの給料でもあった。また、イスラム側は家族を同伴していたことも理由である)、ガーフィキーは混乱した自軍をまとめようとして、前に出たところを矢で射られ死亡した。ガーフィキーの死亡は『754年のモサラベ年代記』でも言及されている。
イスラム側の記録によると、ガーフィキーの死後に有力者たちで会議を行ったが意見が纏まることは無く夜の内に撤退したという。(ガーフィキーはイスラム側では、民族や文化の垣根を越えた優秀な指導者であったと評価されている。)
フランク王国連合軍は、後日の攻撃に備えて直ぐには武装解除しなかった。

## 影響
このフランク人の勝利はムハンマドの死から100年後にあたり、しばらくの間、ピレネー山脈を超えてフランス王国領内にアラブ人が侵入するという深刻な脅威を終わらせた。この勝利により、宮宰カールは「マルテル」の称号を得て、「カール・マルテル」と呼ばれるようになる。そしてこの戦いによって、フランク王国内における地位を確固たるものとした。アウストラシアの宮宰出身であったカール・マルテルの息子小ピピンは教皇を味方につけ、メロヴィング朝を廃して自ら王位に即き、カロリング朝を開いた。小ピピンは息子に王位の世襲を行わせたため、小ピピンの息子であるカールが王位についた。これが有名なシャルルマーニュことカール大帝(800年にフランク・ローマ皇帝として戴冠。)である。
ヨーロッパにおいては、キリスト教圏の防衛と中世の始まりから評価が高い戦いとなっている。キリスト教圏の防衛という一事と、カール・マルテルがフランク王国内で絶対的な地位を確立し、それが後のシャルルマーニュに繋がってヨーロッパの礎になったことによる評価が大きい。また、エドワード・ギボンも自著『ローマ帝国衰亡史』の中で高く評価している。
一方、イスラム側ではそこまで大きい評価はされていない。イスラム圏からすれば小さい小競り合いという印象の評価である。事実上、アル=アンダルスとアキテーヌ公の問題にカール・マルテルが介入したことから「領主の小競り合い」あるいは「略奪による富が目的」だったなどヨーロッパ側の評価とは著しく異なる。

## 備考
SF作家アーサー・C・クラークは『楽園の泉』の作中にて、もしこの戦いでイスラム側が勝利してヨーロッパを征服していれば、キリスト教支配による中世の暗黒時代は回避され、産業革命は1000年早まって人類は既に他の恒星にまで到達していたかも知れないとして「人類にとって決定的な不幸の一つ」と評している。